# Чумичёв, Валерий Николаевич
Валерий Николаевич Чумичёв (1 мая 1941, Украинская ССР — 25 февраля 2012, Новосибирск) — советский и российский актёр театра и кино, театральный режиссёр, заслуженный артист России.

## Биография
Родился накануне Великой Отечественной войны. С началом войны отец ушёл на фронт, а мать с годовалым Валерием уехала в эвакуацию в Новосибирск. Отец с войны не вернулся.
С детства занимался спортом и был поначалу в секции бокса в ДК имени Ефремова, а затем перешёл там же в театральную студию, которой руководил известный актёр «Красного факела» Вадим Лиотвейзен. Уже в 1959 году Валерия Чумичёва пригласили в профессиональную труппу Новосибирского областного театра драмы, который выступал перед сельскими зрителями.
В 1964 году окончил Свердловское театральное училище (начинал учиться в Новосибирском театральном училище, куда его взяли сразу на третий курс, потом перевёлся в Свердловское). Потом играл в театрах Свердловска, Казани и Риги (в Рижском русском театре). Вернувшись в 1971 году в родной город, работал в Новосибирском ТЮЗе (с 1993 года Новосибирский академический молодёжный театр «Глобус»). С 1976 года — актёр Новосибирского драматического театра «Красный факел», где сыграл более 100 ролей.
С 2004 года был директором и художественным руководителем Новосибирского городского драматического театра «На Левом Берегу».
Умер 25 февраля 2012 года.

### Семья
Жена — актриса Валентина Ивановна Широнина. Дочь — Ольга Валерьевна Чумичёва.

## Награды
- Заслуженный артист РФ (1993).

## Творчество

### Работы в театре

#### Новосибирский ТЮЗ
- «Свои люди  сочтёмся», Александр Островский — Подхалюзин

#### Театр «Красный факел»
- «Эта любовь...» (А. Вампилов, К. Воннегут, П. Вудхауз, Ю. Олеша, И. Бабель, Э. Хэмингуэй, А. Чехов) / Ангел (1976)
- Василий Шукшин «Энергичные люди» / Лысый (1976)
- Вера Панова «Поговорим о странностях любви» / Серпухин (1976)
- Роберт Болт «Да здравствует королева, виват!» / Де Квадра (1976)
- Самуил Алёшин «Лестница» / Лавров (1976)
- Габриэля Запольская «Мораль пани Дульской» / Пан Дульский (1977)
- Михаил Шатров «Большевики» / Луначарский (1977)
- Александр Вампилов «Провинциальные анекдоты» / Хомутов (1978)
- Антон Чехов «Вишнёвый сад» / Гаев (1978)
- Эмиль Брагинский, Эльдар Рязанов «Аморальная история» / Филимонов (1978)
- Азат Абдуллин «Тринадцатый председатель» / Председательствующий (1979)
- Виктор Розов «Гнездо Глухаря» / Егор (1979)
- Григорий Горин «Феномены» / Ларичев (1979)
- Михаил Варфоломеев «Святой и грешный» / Туманчиков (1980)
- Нодар Думбадзе «Закон вечности» / Нугзар (1981)
- Э. Эннекен, М. Мэйо «Сынишка» / Вильям Гаррисон (1981)
- Александр Галин «Ретро» / Леонид (1982)
- Ив Жамиак «Человек, который платит» / Александр Амилькар (1982)
- И. Грекова, П. Лунгин «Вдовий пароход» / Политрук (1985)
- Эдвард Радзинский «Приятная женщина с цветком и окнами на север» / Апокин (1985)
- Алексей Арбузов «Виноватые» / Повествователь (1986)
- Владимир Арро «Синее небо, а в нём облака» / Секретарь, Ветлугин (1986)
- Лю Шуган «Визит мёртвого к живым» / Начальник Хао (1987)
- Николай Эрдман «Самоубийца» / Вождь русской интеллигенции (1987)
- Михаил Булгаков «Багровый остров» / Савва Лукич (1988)
- Эдвард Радзинский «Наш Декамерон» / Художник, Испанец, Ведущий, Господин (1989)
- Евгений Шварц «Дракон» / Дракон (1991)
- Карло Гольдони «Хозяйка гостиницы» / Маркиз Фирлипополли (1991)
- Колин Хиггинс, Жан-Клод Каррьер «Гарольд и Мод» / Священник (1992)
- Агата Кристи «Убийство в Немуре» / Жюльен Феррон (1993)
- Вольтер «Кандид» / Вольтер (1993)
- Александр Галин «Сорри» / Юрий Звонарёв (1993)
- Алексей Слаповский «Вишнёвый садик» / Минусинский (1997)
- Михаил Булгаков «Зойкина квартира» / Гусь (1997)
- Николай Гоголь «Ревизор» / Аммос Фёдорович Ляпкин-Тяпкин (1997)
- Сомерсет Моэм «Недосягаемая» / Роберт Олдхэм (2000)
- Пьер Корнель «Иллюзия» / Алькандр (2001)
- Бернар-Мари Кольтес «Роберто Зукко» / Пожилой господин (2002)
- Антон Чехов «Любовь, Любовь, Любовь...» / Степан Степанович Чубуков (2002)
- Питер Шеффер «Амадеус» / Граф Франц Орсини-Розенберг (2003)
- Макс Фриш «Андорра» / Трактирщик (2003)
- Александр Островский «Лес» / Евгений Аполлонович Милонов (2004)
- Александр Пушкин «Пиковая дама» / Чекалинский, Архиерей (2007)
- Биляна Срблянович «Саранча» / Господин Игнятович (2009)
- Рональд Харвуд «Квартет » / Уилфред Бонд (2010)
- М. Салтыков-Щедрин «История города Глупова» / Грустилов Эраст Андреевич (2011)

### Фильмография
- 1967 — Женя, Женечка и «катюша»  — эпизод, немецкий офицер, сцена в блиндаже
- 1968 — Угрюм-река (3 серия) — Пантелеймон Рощин, учитель
- 1978 — Где ты был, Одиссей? — эпизод
- 1992 — Безумный рейс — пассажир, мечтавший эмигрировать в Израиль